# Guémar
Guémar là một xã thuộc tỉnh Haut-Rhin trong vùng Grand Est, đồng bắc Pháp. Xã này có diện tích 18,22 km², dân số năm 1999 là 1377 người. Khu vực này có độ cao tu 172-193 mét trên mực nước biển.